# Лондонски клуб
Лондонски клуб е неформална организация на частни (недържавни) кредитори на държавно ниво, подобна на Парижкия клуб. Първата среща на Лондонския клуб е през 1976 по повод проблемите с държавния дълг на Заир.
Освен това Лондонският клуб урежда разплащанията от страните към търговските банки.
Например реструктурираният дълг на Русия към Лондонския клуб към 2009 г. възлиза на 21,2 милиарда долара, наследен от съветската ера.